# Aspergillus oryzae
Aspergillus oryzae (cinese: 麴菌, 麴霉菌, 曲霉菌, pinyin: qū meí jūn; giapponese: 麹, kōji, or 麹菌, kōji-kin, coreano: 누룩균, nurukgyun or 누룩곰팡이 nuruk-gompang-i)  è un fungo filamentoso (una muffa). Viene impiegato in diverse cucine dell'Asia orientale come fermentante per i fagioli di soia. Viene usato anche per saccarificare il riso, altri cereali e le patate nella produzione di bevande alcoliche come huangjiu, sakè, makgeolli, e shōchū.  L'addomesticamento dell' A. oryzae è avvenuto almeno 2 000 anni addietro. L'A. oryzae viene usato anche per la produzione di aceto di riso.
Il dottor Eiji Ichishima dell'Università di Tohoku chiamò il fungo kōji "fungo nazionale" (kokkin) nel giornale della Brewing Society of Japan, in funzione della sua importanza, non solo nella produzione del sakè ma anche in quella del miso, salsa di soia e molti altri cibi giapponesi. La sua proposta venne approvata nell'annuale riunione del 2006.
Il "Red kōji-kin" è un'altra specie, Monascus purpureus.

## Storia delkoji
300 a.C. – L'A. oryzae è menzionato per la prima volta in Zhouli (libro dei riti della dinastia Zhou) in Cina. Il suo sviluppo ha costituito una pietra miliare nella tecnologia del cibo cinese, diventando l'elemento principe per la fermentazione di tre dei maggiori cibi: la salsa di soia, jiang / miso e douchi, per non menzionare gli alcolici da fermentazione dei cereali (compreso il giapponese sake) e il li (il predecessore cinese del giapponese amazake).

## Proprietà desiderabili nella sperimentazione e produzione delsakè
Queste proprietà dell'A. oryzae sono state utilizzate per la saccarificazione del riso nella produzione del sakè:
- Crescita: rapida crescita del micelio nei grani di riso
- Enzimi: forte secrezione di amilasi (α-amilasi e glucoamilasi); alcuni carbossipeptidasi; bassa in tirosinasi
- Estetica: profumo gradevole; accumulo di sostanze aromatiche
- Colore: bassa produzione di deferriferricromo (un sideroforo), flavine e di altre sostanze colorate

## Varietà utilizzate per la produzione dishōchū
Tre diverse varietà di muffe kōji vengono utilizzate per la produzione di shōchū, ognuna con caratteristiche diverse.
- Bianco è stato scoperto all'inizio del Periodo Taishō quando è stata osservata la mutazione naturale con la trasformazione di alcuni koji neri in bianchi. Questo effetto è stato studiato e il koji bianco è stato isolato e coltivato con successo in modo indipendente. Il koji è facile da coltivare e i suoi enzimi saccariferano rapidamente; di conseguenza, viene utilizzato per produrre la maggior parte  del Shōchū al giorno d'oggi. Esso dà luogo a una bevanda gradevole e rinfrescante.
- Nero è utilizzato principalmente ad Okinawa per produrre awamori. Produce una grande quantità di acido citrico che aiuta a stabilizzare l'acidificazione del moromi. Di tutti e tre i koji, estrae più efficacemente il gusto e il carattere degli ingredienti di base, dando al suo Shōchū un aroma ricco e corposo ma dal gusto morbido. Le sue spore si disperdono facilmente, coprendo gli impianti di produzione, ed i vestiti dei lavoratori di uno strato nero. Tali problemi hanno portato alla sua diminuita produzione, e allo sviluppo di un nuovo Kuro-koji (NK - koji), a metà degli anni 1980,[9] l'interesse nel kōji nero ritrovò slancio tra i produttori di honkaku shōchū per via della qualità e del sapore del prodotto. Diverse marche pubblicizzano l'uso del kōji nero tradizionale sulle loro etichette.
- Giallo è usato per produrre sakè, e allo stesso tempo honkaku Shōchū. Tuttavia, il koji giallo è difficile da produrre, è estremamente sensibile alla temperatura; la sua moromi può facilmente virare all'aspro durante la fermentazione. Questo lo rende difficile da produrre nelle regioni più calde, come Kyūshū, e gradualmente è stato sostituito dal koji bianco, o nero. L'elemento che ne impedisce l'abbandono è il fatto che dà origine ad un sapore ricco, gradevole, fruttato e rinfrescante, così viene ancora prodotto, nonostante le difficoltà a produrlo, e le abilità professionali che sono necessarie. Risulta popolare tra i giovani e le donne, che ne promuovono la recente rinascita, dato che i giovani e le donne non sono interessati al sapore corposo e forte, come quello del Shōchū di patate.